# بي. بي. غابور
بي. بي. غابور هو كاتب أغاني ومغني كندي، ولد في 1948 في المجر، وتوفي في 1990 في تورونتو في كندا بسبب شنق.

## وصلات خارجية
- بي. بي. غابور على موقع ميوزك برينز (الإنجليزية)
- بي. بي. غابور على موقع ديسكوغز (الإنجليزية)